# Sot de Chera
Sot de Chera (em castelhano e oficialmente) ou Sot de Xera (em valenciano) é um município da Espanha na província de Valência, Comunidade Valenciana. Tem 38,8 km² de área e em 2021 tinha 387 habitantes (densidade: 10 hab./km²).

## Demografia
| Variação demográfica do município entre 1991 e 2004 | Variação demográfica do município entre 1991 e 2004 | Variação demográfica do município entre 1991 e 2004 | Variação demográfica do município entre 1991 e 2004 |
| --------------------------------------------------- | --------------------------------------------------- | --------------------------------------------------- | --------------------------------------------------- |
| 1991                                                | 1996                                                | 2001                                                | 2004                                                |
| 301                                                 | 283                                                 | 312                                                 | 381                                                 |